# Barker River
Barker River är ett vattendrag i Australien. Det ligger i delstaten Western Australia, omkring 1 900 kilometer nordost om delstatshuvudstaden Perth.
Trakten runt Barker River består i huvudsak av gräsmarker. Trakten runt Barker River är nära nog obefolkad, med mindre än två invånare per kvadratkilometer. Genomsnittlig årsnederbörd är 1 194 millimeter. Den regnigaste månaden är januari, med i genomsnitt 315 mm nederbörd, och den torraste är augusti, med 1 mm nederbörd.